# 박호진
박호진(朴虎珍, 1976년 8월 30일 ~ )은 대한민국 전 축구 선수로 포지션은 골키퍼였다. 현재 포항 스틸러스 골키퍼 코치로 재직중이다.

## 클럽 경력

### 수원 삼성 블루윙으
1999년 수원 삼성 블루윙즈에 입단하여 K리그에 데뷔했으나, 2년 동안 리그 컵을 포함하여 1경기를 뛰는 데 그쳤다. 2001 시즌 리그에서 11경기를 뛰었지만, 2002 시즌 리그에서 5경기를 뛰는 데 그쳤다. 2003년 광주 상무 불사조에 입대하였고, 2년 동안 리그에서 14경기를 뛰었다. 2005년 군복무를 마치고 수원 삼성 블루윙즈에 복귀하였으나, 그 해 리그에서 4경기를 뛰는데 그쳤다. 하지만 2006년 2006 FIFA 월드컵 이후 이운재가 부상으로 제 컨디션을 찾지 못하면서 전력에서 이탈하자, 리그 후반기에 15경기를 뛰며 K리그 준우승에 공헌하였다. 2007년 이운재와 주전 경쟁을 펼쳤지만 부진한 성적으로 인하여 스스로 2군행을 자청하여 2군으로 내려가게 되었고, 그 해 7월 발등 부상으로 1년 6개월 동안 재활치료를 받다가 2009년 복귀하였다.

### 광주 FC
2011년 플레잉 코치 자격으로 신생팀 광주 FC로 이적하였다. 2011년 3월 5일 K리그 2011 시즌 개막전 대구와의 경기에서 데뷔전을 치렀다.

### 강원 FC
광주 FC로부터 코치직 제의를 받았으나, 현역생활을 연장하겠다는 의지를 드러낸 뒤 새 둥지를 모색해 온 것으로 알려졌다. 광주 FC와 계약이 만료되어 FA 신분으로 이적료 없이 강원 FC에 입단하게 됐다.

## 수상

### 클럽

#### 수원 삼성 블루윙즈
- FA컵: 2009
- K리그 컵: 2000
- 아시안 클럽 챔피언십: 2001년
- 아시아 슈퍼컵: 2001

### 개인
- 한일대학축구 정기전 골키퍼상: 1998
- K리그 베스트 11: 2006